# Лізосомні хвороби накопичення
Лізосомні хвороби накопичення (англ. Lysosomal Storage Diseases) — загальна назва групи досить рідкісних спадкових захворювань, які характеризуються порушенням внутрішньоклітинного розщеплення сполук, що містять вуглеводи, що пов'язано з порушенням функції внутрішньоклітинних органел лізосом у результаті генетично обумовленого дефіциту ферментів, що веде до накопичення макромолекул (наприклад, глікогену, глікозаміногліканів) у різних органах і тканинах організму.
Лізосомні хвороби накопичення об'єднують безліч хвороб накопичення ліпідів, мукополісахаридози (наприклад, мукополісахаридоз VI типу, або синдром Марото-Ламі, що лікується за допомогою галсульфази), муколіпідози, хвороби накопичення глікопротеїнів, глікогенози та інші. Найчастіше ферментна недостатність має під собою аутосомно-рецесивну основу, за винятком мукополісахаридозу Хантера (МПС II), що успадковується як зчеплена з Х-хромосомою рецесивна ознака, і хвороби Фабрі — захворювання, зчепленого з Х-хромосомою, що досить часто проявляється у жінок, але в легкій формі.